# Austin Woolrych
Austin Herbert Woolrych (18 mai 1918 - 14 septembre 2004) est un historien britannique, spécialiste de la période de la guerre civile anglaise.

## Biographie
Austin Woolrych est né à Marylebone, Londres, fils de Stanley Herbert Cunliffe Woolrych et de May Gertrude Wood. Son père est un officier de renseignement de l'armée britannique pendant la Première Guerre mondiale qui devient un homme d'affaires. Woolrych est issu d'une ancienne famille de la noblesse du Shropshire et est lié à Sir Thomas Wolryche, 1er baronnet, gouverneur royaliste de Bridgnorth pendant la guerre civile anglaise.
Woolrych fait ses études à la Westminster School, mais en raison des difficultés financières de la famille pendant la Grande Dépression, il ne poursuit pas ses études à l'université. Au lieu de cela, il quitte l'école en 1934, à l'âge de 16 ans, et devient commis chez Harrods. En 1938, il rejoint le régiment des Inns of Court de l'armée territoriale. Au début de la Seconde Guerre mondiale, il est envoyé au Collège militaire de Sandhurst et nommé au Royal Tank Regiment. Il est perd un œil lors de la bataille d'El Alamein en 1941.
Après la guerre, Woolrych est démobilisé avec le grade de capitaine et fréquente le Pembroke College d'Oxford grâce à une bourse d'études d'ancien militaire. Il a initialement prévu d'étudier l'anglais, mais en raison du manque de tuteur au collège, il étudie l'histoire. Il est diplômé d'Oxford avec un BA (avec mention très bien) et un BLitt.
Il rejoint le département d'histoire de l'Université de Leeds en 1949, où il reste jusqu'en 1964, date à laquelle il devient professeur d'histoire à la nouvelle université de Lancaster. De 1971 à 1975, il est pro-vice-chancelier de l'Université de Lancaster. De 1981 à 1982, il est chercheur invité au All Souls College d'Oxford. Il prend sa retraite en 1983. Libéré des travaux administratifs et de l'enseignement, il publie plusieurs ouvrages majeurs à la retraite. Il est élu membre de la British Academy en 1988.
Woolrych épouse Muriel Edith Rolfe en 1941; elle est décédée en 1991. Ils ont un fils et une fille.